# Madytos
Madytos sau Madytus (în greacă veche Μάδυτος) a fost un oraș și port grecesc din Tracia antică, situat în regiunea Chersonezului Trac, vizavi de Abydos.
Orașul a fost o colonie a eolienilor din Lesbos, care, potrivit autorilor antici, au fondat, de asemenea, Sestos, Alopekonessos și alte orașe din Hellespont.
Constituirea sa datează cel mai probabil din perioada migrării colonizatoare a grecilor din secolele al VIII-lea și al VII-lea î.Hr. Mai târziu, au venit mai mulți coloniști din orașele ionice grecești Milet și Clazomenae. Dovezile arheologice sprijină, de asemenea, teoria originii eoliene sau, posibil, ateniene a coloniștilor.
Madytos este legat de mitologia greacă, deoarece s-a pretins că aici s-ar afla mormântul Hecubei, soția regelui Priam al Troiei.
Orașul este menționat de Herodot în legătură cu Războaiele Medice și de Tucidide în legătură cu Bătălia de la Eurymedon. A fost membru al Ligii de la Delos, după cum atestă înregistrările cu scop fiscal ale atenienilor din perioada 445/444 - 421/420 î.Hr. Au fost descoperite monede de bronz din secolul al IV-lea î.Hr. care conțineau inscripția ΜΑΔΥ.
Madytos a fost un port comercial activ în perioada bizantină și în Evul Mediu. A fost ocupat de turcii otomani în secolul al XV-lea. Orașul a continuat să aibă o populație majoritar greacă până în anii 1920 când, după Tratatul de la Lausanne și schimburile de populație dintre Grecia și Turcia, majoritatea grecilor s-au mutat în Grecia, unde au fondat orașul Nea Madytos.
Locul anticului Madytos se află în apropierea actualului oraș modern Eceabat din Turcia Europeană. Ptolemeu menționează în aceeași regiune un oraș cu numele Madis, pe care unii l-au identificat cu Madytos, dar care pare a fi fost situat mai spre interiorul peninsulei Gallipoli.